# Campionat del món de ciclisme en pista de 2021 – 500m contrarellotge femení
La competició de 500m contrarellotge femení al Campionat del món de ciclisme en pista de 2021 es va celebrar el 23 d'octubre del 2021.

## Resultats

### Classificació
La classificació va començar a les 10:46. Les vuit ciclistes més ràpides es van classificar per la final.
| Posició | Nom                      | País                      | Temps  | Diferència | Notes |
| ------- | ------------------------ | ------------------------- | ------ | ---------- | ----- |
| 1       | Anastasia Voynova        | Federació de Ciclisme rus | 33.183 |            | Q     |
| 2       | Lea Friedrich            | Alemanya                  | 33.358 | +0.175     | Q     |
| 3       | Daria Shmeleva           | Federació de Ciclisme rus | 33.369 | +0.186     | Q     |
| 4       | Miriam Vece              | Itàlia                    | 33.374 | +0.191     | Q     |
| 5       | Pauline Grabosch         | Alemanya                  | 33.438 | +0.255     | Q     |
| 6       | Martha Bayona            | Colòmbia                  | 33.552 | +0.369     | Q     |
| 7       | Yana Tyshchenko          | Federació de Ciclisme rus | 33.660 | +0.477     | Q     |
| 8       | Alessa-Catriona Pröpster | Alemanya                  | 34.674 | +1.491     | Q     |
| 9       | Marlena Karwacka         | Polònia                   | 34.832 | +1.649     |       |
| 10      | Helena Casas             | Espanya                   | 35.337 | +2.154     |       |
| 11      | Alla Biletska            | Ucraïna                   | 35.575 | +2.392     |       |
| 12      | Veronika Jaborníková     | Txèquia                   | 35.662 | +2.469     |       |
| 13      | Marianis Salazar         | Colòmbia                  | 36.290 | +3.107     |       |
| 14      | Ese Ukpeseraye           | Nigèria                   | 38.779 | +4.596     |       |

### Final
La final va començar a les 17:30.
| Posició | Nom                      | País                      | Temps  | Diferència | Notes |
| ------- | ------------------------ | ------------------------- | ------ | ---------- | ----- |
| 1       | Lea Friedrich            | Alemanya                  | 33.057 |            |       |
| 2       | Anastasia Voynova        | Federació de Ciclisme rus | 33.163 | +0.106     |       |
| 3       | Daria Shmeleva           | Federació de Ciclisme rus | 33.164 | +0.107     |       |
| 4       | Pauline Grabosch         | Alemanya                  | 33.177 | +0.120     |       |
| 5       | Miriam Vece              | Itàlia                    | 33.300 | +0.243     |       |
| 6       | Yana Tyshchenko          | Federació de Ciclisme rus | 33.337 | +0.280     |       |
| 7       | Martha Bayona            | Colòmbia                  | 33.546 | +0.489     |       |
| 8       | Alessa-Catriona Pröpster | Alemanya                  | 34.814 | +1.757     |       |